# WWE 2K16
 (juillet 2016).
Si vous disposez d'ouvrages ou d'articles de référence ou si vous connaissez des sites web de qualité traitant du thème abordé ici, merci de compléter l'article en donnant les références utiles à sa vérifiabilité et en les liant à la section « Notes et références ».
WWE 2K16 est un jeu vidéo développé par Visual Concepts et Yuke's et édité par 2K Sports
Il sort en octobre 2015 sur PlayStation 3, Xbox 360, PlayStation 4 et Xbox One, et en mars 2016 sur Windows via Steam. Il s'agit de la seizième édition basée sur la fédération de catch World Wrestling Entertainment, et du troisième opus de la série WWE 2K depuis le rachat de THQ en 2013 par 2K Games. 
Il est précédé par WWE 2K15, qui ajoute plusieurs fonctionnalités aux versions Xbox One et PlayStation 4, et est suivi par WWE 2K17.

## Système de jeu
Source : wwe.2k.com
 WWE 2K16 inclut des éléments de catch professionnel et de jeu vidéo de sport en vue objective. Inspiré de l'univers de la fédération de catch américaine World Wrestling Entertainment, il présente plusieurs options : différents types de matchs et d'arènes, multitude de personnages jouables, modes de jeu solo et multijoueur (jusqu'à six joueurs).
Parmi les changements : 

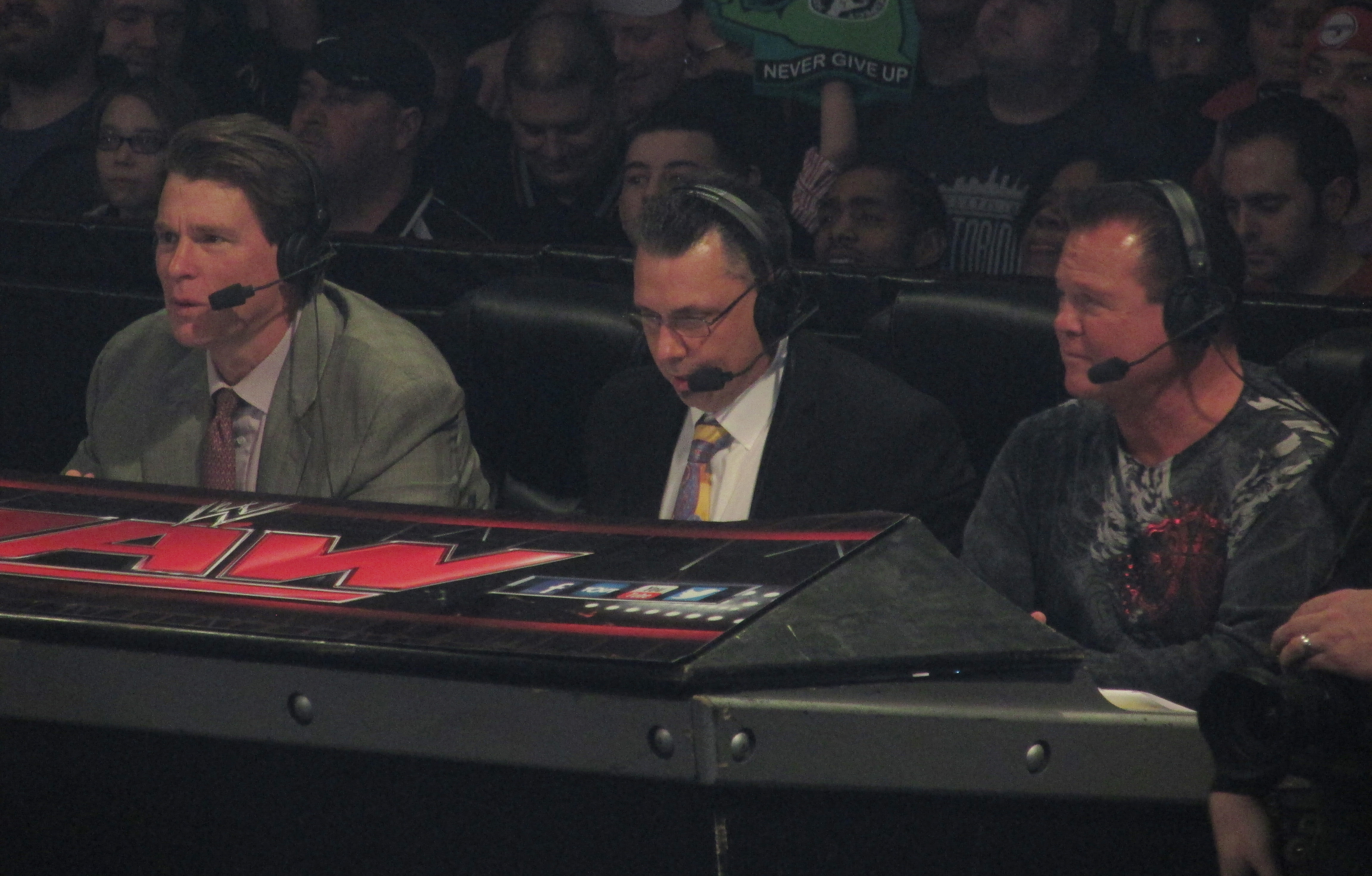
WWE 2K16 est le premier jeu de la série à inclure un trio de commentateurs uniquement sur les versions PlayStation 4 et Xbox One (De gauche à droite : John Bradshaw Layfield, Michael Cole et Jerry Lawler).

- Nouveau gameplay : les commandes et les attaques ont été améliorées afin de différencier les coups des prises. Cette modification offre un meilleur contrôle du type d'attaque dans chaque situation. Elle comprend de nouvelles positions d'attaque, comme la position assise, afin d'augmenter les possibilités des joueurs, tout en améliorant les attaques en dehors du ring, à proximité des barrières. Les adversaires interagissent mieux avec leur environnement.

- Nouveau système de contres : le système de contres a été travaillé. La fluidité des matches est visible. Une dimension stratégique est ajoutée. Chaque Superstar possède un nombre limité de contres, et se recharge au fil du temps : cela empêche les joueurs de contrer chaque attaque. Le jeu présente une nouveauté : les contres majeurs et mineurs pour certaines attaques. Les contres mineurs sont plus faciles à réaliser et ne nécessitent qu'un seul contre disponible. Les contres majeurs sont plus difficiles, mais font bien plus de dégâts. Les contres majeurs réussis affaiblissent l'adversaire et permettent de renverser la situation dans un match.

- Nouveau système de tombé : le nouveau système commence par un nouveau mini-jeu de tombé. Il offre de nombreuses variations et de réactions aux tombés. Si l'adversaire se dégage, une Superstar peut réagir à un tombé presque réussi et faire un geste vers l'arbitre pour montrer son mécontentement. De plus, il introduit les tombés avec triche et les Rope Breaks. Les tombés avec triche permettent d'utiliser les cordes pour avoir l'avantage d'effectuer un tombé sur l'adversaire. L'arbitre peut le remarquer et annuler le tombé. Les Rope Breaks sont une nouvelle façon de se dégager, mais nécessitent l'attention de l'arbitre, ce qui renforce le réalisme. Comme à la WWE, il n'y a aucune garantie que l'arbitre voie ce genre d'actions en plein match.

- Enchaînement de prises : de nouveaux attributs et positions permettent de rendre chaque Superstar unique. Il peut également y avoir des égalités pendant les prises. Pendant cette égalité, le joueur ou l'adversaire peut effectuer un dégagement ou un coup bas.

- Prises élémentaires : les prises élémentaires sont une nouveauté de WWE 2K16. Elles permettent au joueur de renforcer son endurance en faisant diminuer celle de son adversaire. Comme à la WWE, les prises élémentaires permettent de se reposer au milieu ou à la fin d'un match et de se préparer pour la prochaine attaque.

- IA améliorée : WWE 2K16 a amélioré l'intelligence artificielle des Superstars, des arbitres et des managers. Les managers peuvent aider leur Superstar au cours du match en essayant de distraire l'arbitre. Des changements ont été apportés à l'IA spécifique à certains matches, notamment les matches Tag Team.

- Types de matches supplémentaires : de nombreux types de matches ont fait leur retour : les matches Ladder, à handicap, et Tornado Tag Team.

- Entrées dynamiques : avec la nouvelle présentation des matches, le joueur peut désormais contrôler la Superstar pendant son entrée et attaquer l'adversaire avant même le début du match. Dans WWE 2K16, les joueurs choisissent le moment où ils sont prêts.

- Améliorations visuelles : le jeu contient de nouvelles animations. L'apparence des Superstars et des Divas de la WWE a été mise à jour. L'implémentation d'un système de mouvements des vêtements renforce le réalisme. Le public est varié, la sueur réaliste, les cheveux détaillés, leurs mouvements permettant un meilleur rendu visuel.

- Réduction des temps de chargement : les écrans de chargement sont courts, entre les entrées et le début des matches. À la place, la caméra survole l'arène et se dirige vers les commentateurs pour recueillir leurs avis sur le match à venir. La présentation du match est améliorée, avec l'ajout de nouvelles personnes dans le public.

À noter que pour les consoles PS3 et Xbox 360, ces fonctionnalités ne sont pas toutes disponibles.

## Modes de jeu[4]
Tous les modes de jeux de WWE 2K15 ont été reconduits : 2K Showcase, Ma Carrière et le mode univers (certaines fonctions ne sont pas accessibles sur consoles PS3 ou Xbox 360,).

### 2K Showcase

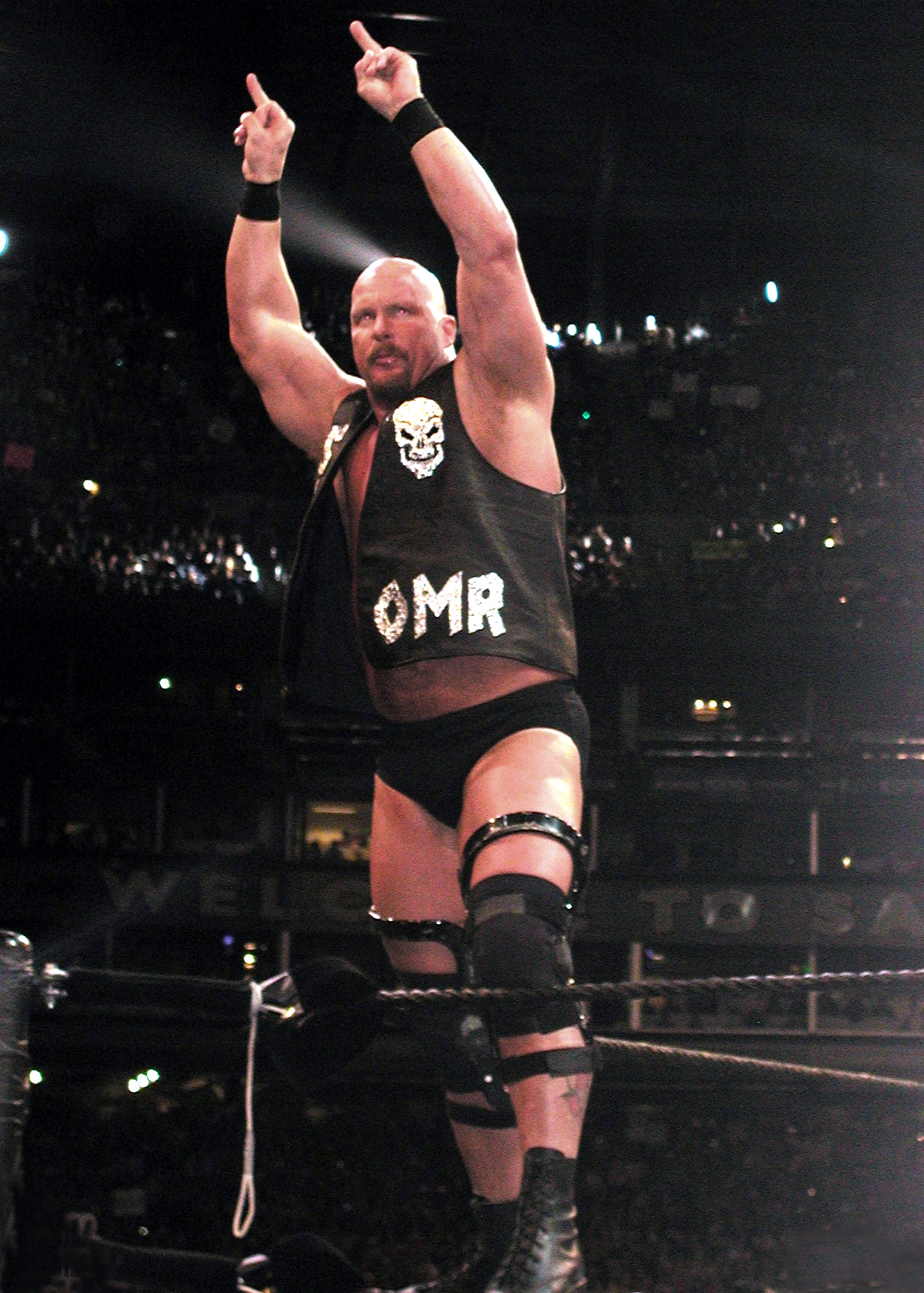
Stone Cold Steve Austin. Le mode 2K Showcase retrace la carrière du «Texas Rattlesnake». Il est également sur la jaquette du jeu.

Le mode 2K Showcase raconte l'histoire d'une des plus grandes stars de l'histoire de la WWE : Steve Austin. Contrairement à WWE 2K15 qui raconte plusieurs rivalités, on retrouve uniquement le parcours de Stone Cold Steve Austin. Sa carrière est retracée à partir du Pay Per View King Of The Ring 1996 jusqu'à sa retraite à WrestleMania XIX en 2003. Ce sont des extraits documentaires classiques de la WWE, commentés par des Superstars de la WWE, et entrecoupés de scènes cinématiques. Il y a également quatre matches bonus d'Austin, un de la WWF, deux de la WCW et un de la ECW.
Pour le parcours et les matches d'Austin à la WWF et les bonus de la WCWqui, les commentaires sont faits par Jerry Lawler et Jim Ross. Pour ce dernier, ce pourrait être son dernier projet avec la WWE. Pour le match bonus de la ECW, le commentateur est Joey Styles.
Parmi les différents matches retraçant ces rivalités, les joueurs sont chargés d'accomplir un ensemble d’objectifs bonus historiques. Ils permettent de débloquer de nouvelles Superstars de la WWE, des titres de championnat, des tenues alternatives et des arènes à utiliser dans tous les autres modes de jeu. Des bonus supplémentaires sont débloqués en accomplissant des objectifs spéciaux mentionnés dans une rubrique spéciale.

### Ma Carrière
Dans ce mode de jeu, le personnage créé par le joueur est entrainé par Jason Albert au WWE Performance Center d’Orlando. Il doit remplir une série d’objectifs pour participer à la NXT. Dans cette dernière, il doit réussir de nouveaux objectifs et participer à des matches. Il y rencontre de futures stars WWE, tels que Kevin Owens ou Finn Bálor.
Une fois leurs compétences maitrisées, les joueurs évoluent dans le roster principal de la WWE. Leur manager organise des matches et les guide pour gagner des récompenses. Les joueurs peuvent développer des alliances et des rivalités, tout en s'efforçant de gagner des points sur les événements pay-per-view de la WWE et ses shows phares tels que Monday Night Raw et le Friday Night SmackDown. Ils sont en compétition pour divers titres de la WWE.
Ce mode de carrière comprend des alliances, des rivalités et des interactions. Elles ont un impact sur le personnage incarné par le joueur et sur les réactions de la foule. Au cours de sa progression dans ce mode, le joueur peut, pour son personnage, améliorer ses attributs, acquérir de nouvelles aptitudes, compétences et mouvements, gagner de nouvelles tenues et débloquer de nouveaux managers. Ces décisions, ainsi que les résultats gagnant/perdant des joueurs, conduisent à de multiples scénarios distincts et à l’exploration des différents cheminements de carrière.
WWE 2K16 ajoute la possibilité d'avoir des interviews par Renee Young, ce qui influence l'évolution du personnage en tant que Heel ou Face. Il est possible d'être un allié ou un ennemi de l'Autorité (Triple H et Stephanie McMahon).
Tout comme WWE 2K15, ce mode est uniquement disponible sur PS4 et Xbox One.

### WWE Univers
Le mode commence par un calendrier juste après WrestleMania. Dans ce mode, pratiquement tout est modifiable : le roster, les catcheurs, les divas, les légendes, les équipes. Il est possible de les changer de show, de modifier des championnats et de les remplacer par d'autres championnats existants ou même de placer vos propres championnats. Le nom des shows peuvent être modifiés et changés de place dans le calendrier. Le joueur peut remplacer un PPV par un show, ou changer les logos. Un logo téléchargé ou créé peut être affiché ; les arènes peuvent être changées. On peut ajouter des matches, des rivalités, couper avec des cinématiques qui peuvent se dérouler sur plusieurs semaines ou plusieurs mois.

### Mode Création
Sources (sauf mention contraire) : SmackDownHotel.
Le mode Création permet de créer des arènes, des championnats, des superstars et des divas, des mouvements, des entrées et des émissions.
- Création d'arènes : il y a cinq différentes tailles d'arènes, allant d'une petite salle de NXT jusqu'à WrestleMania. Il y a 30 modèles modifiables[9], de RAW IS WAR 1997 à RAW 2015, ainsi que des anciens PPV et actuels de la WWE et des anciens de la WCW. On peut choisir parmi six types de public différents, de 1995 à 2015, ou d'avoir le public de la WCW et de la ECW.

- Créer un championnat : on peut créer une ceinture entièrement personnalisable du championnat poids lourds mondial, ou par équipe ou pour les divas.

- Créer une superstar et une diva : WWE 2K16 marque le retour de la création de divas, absente de WWE 2K15. Le visage d'une superstar ou d'une diva dans le jeu ne peut pas être modifié, seulement ses vêtements et leurs couleurs, grâce à une application gratuite et qui se nomme WWE 2K16 Creation Studio. Les joueurs peuvent photographier leur visage et le mettre sur la superstar ou diva créée[10].

- Création des mouvements : on peut personnaliser sa superstar ou sa diva, ses prises de finition solo ou équipe, les finish, les prises de soumission et les mouvements pour faire réagir la foule.

- Créer une émission : en complément du mode Univers, il permet de choisir son arène, le nom, le lieu, les pays et les villes étrangères de destination, comme Paris. Ce mode sert pour le prochain show du mode univers .

- Créer une entrée : on peut créer une entrée. Le joueur peut choisir entre copier l'entrée d'un catcheur ou d'une diva, ou bien personnaliser son entrée par un mix de démarches de divers catcheurs ou divas.

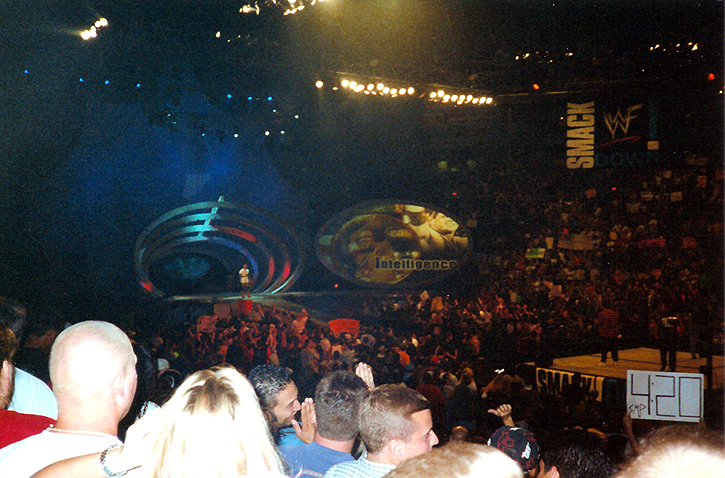
Smackdown! era attitude 1999-2001.
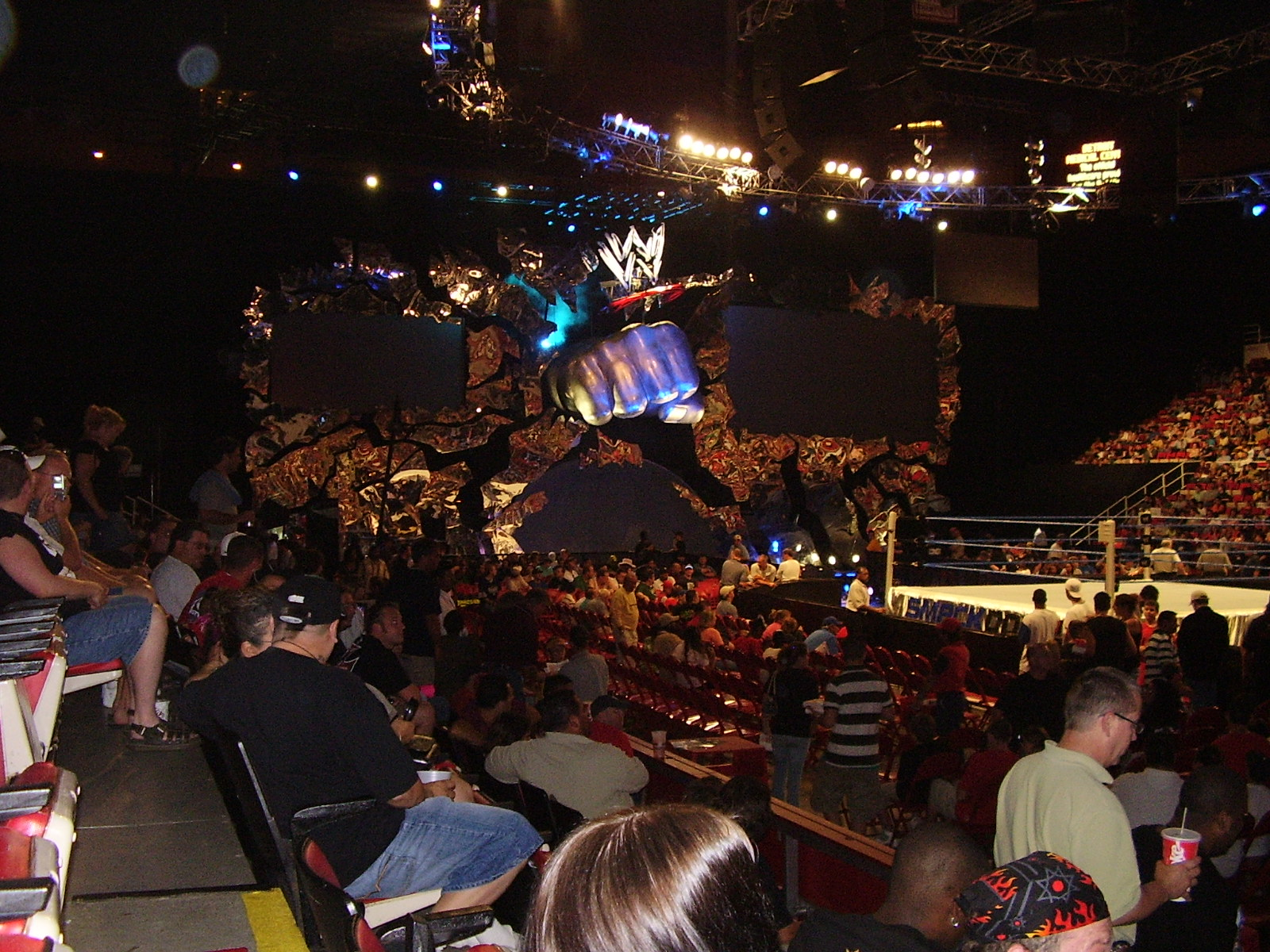
Smackdown ! 2002-2008.
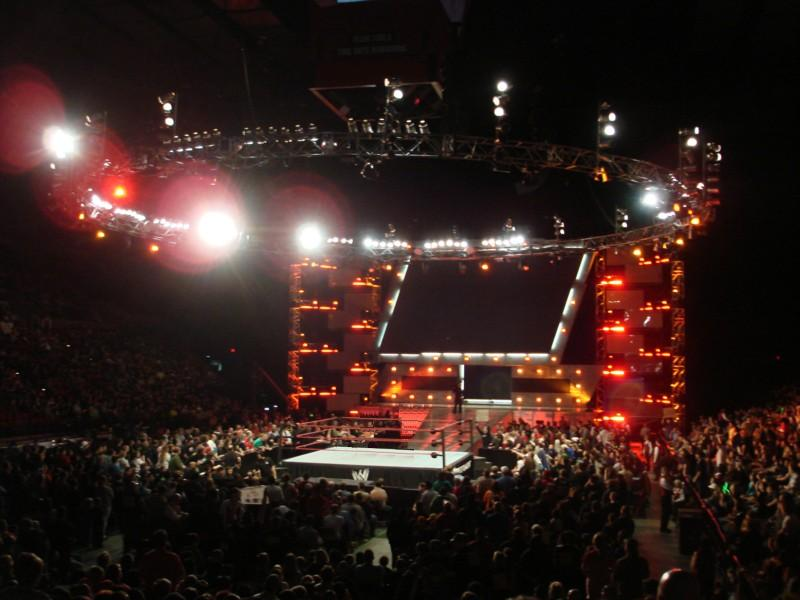
RAW 2006-2008.
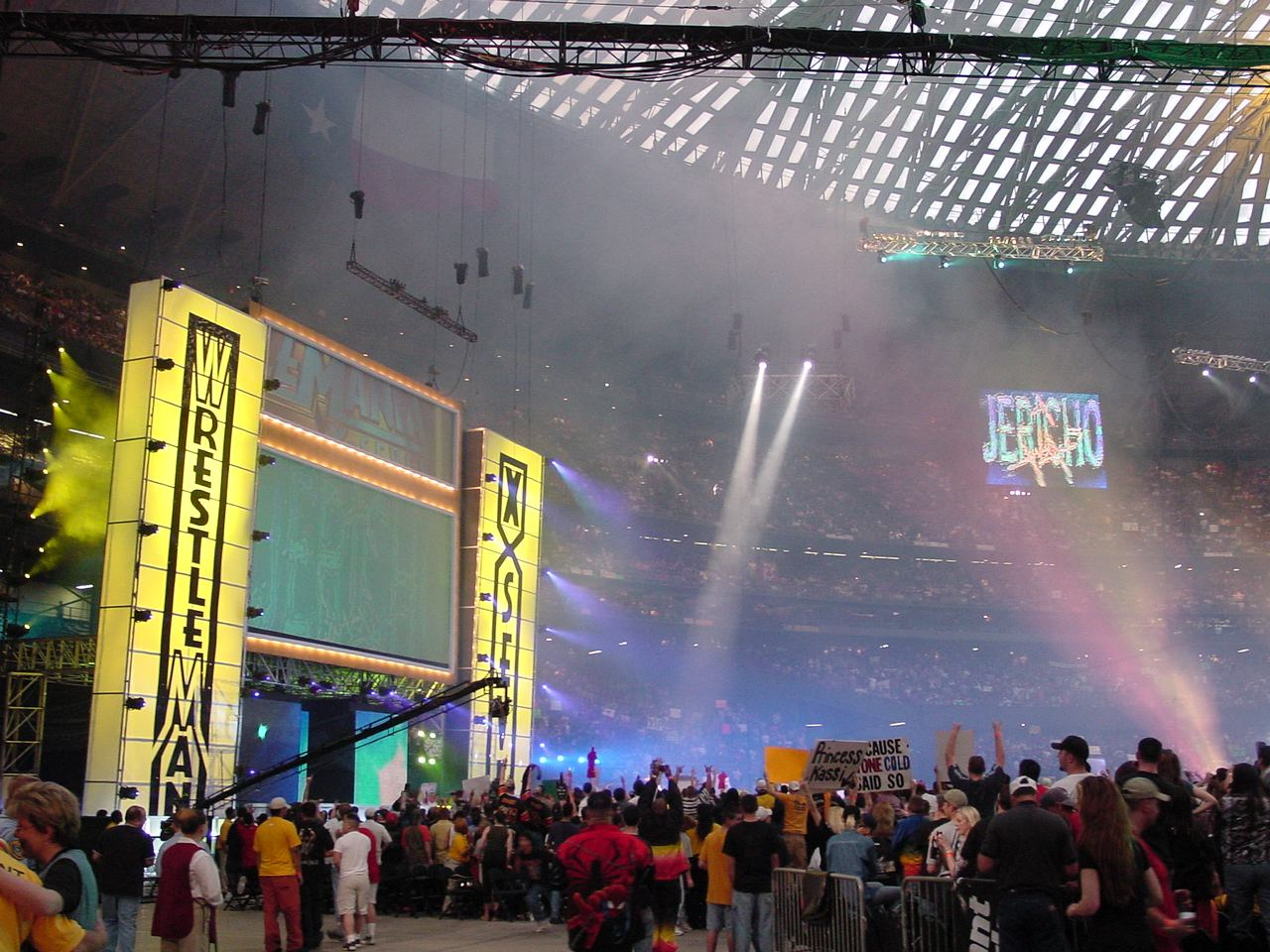
WrestleMania X-Seven 2001.
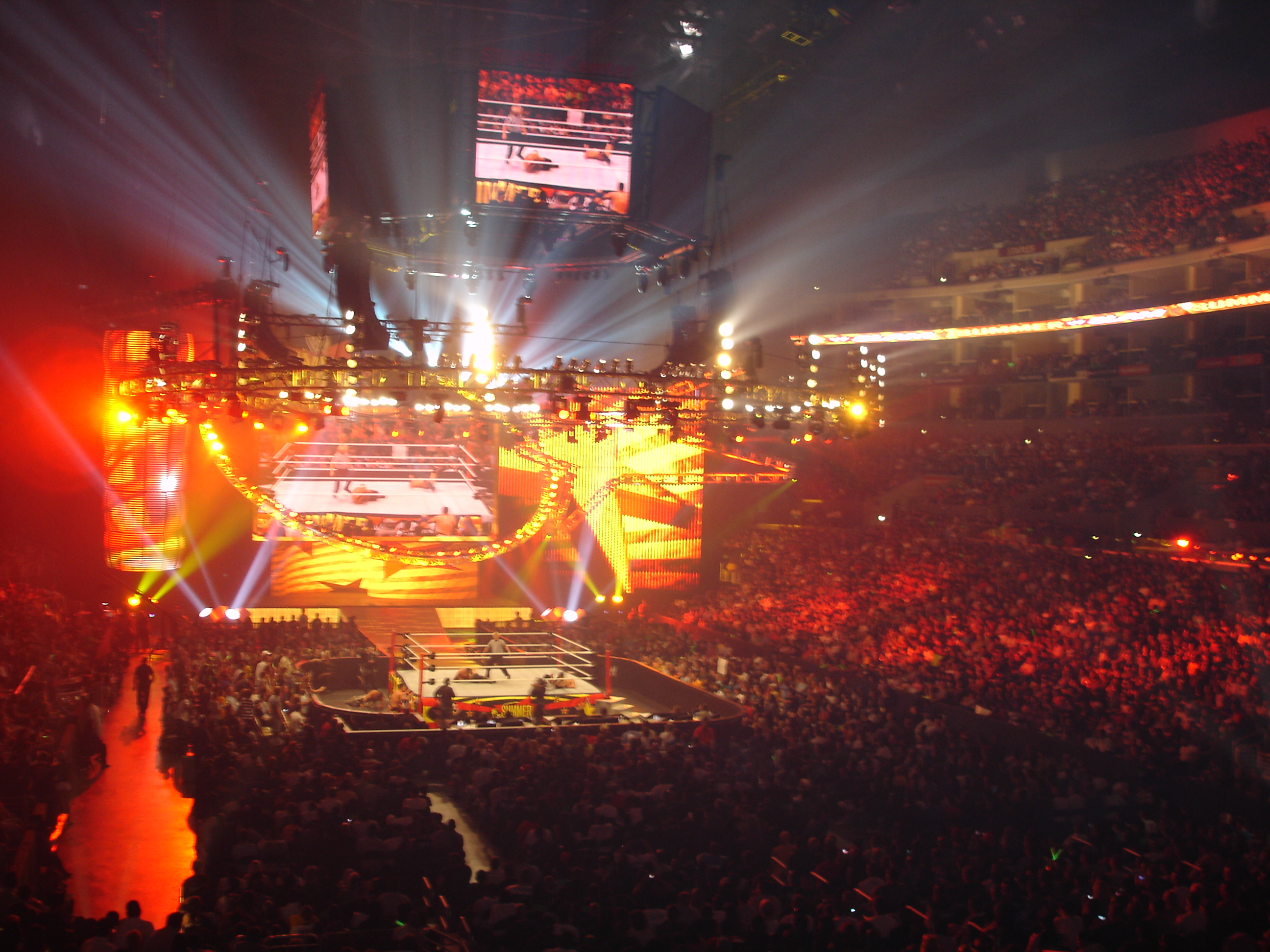
SummerSlam 2011 et 2013.
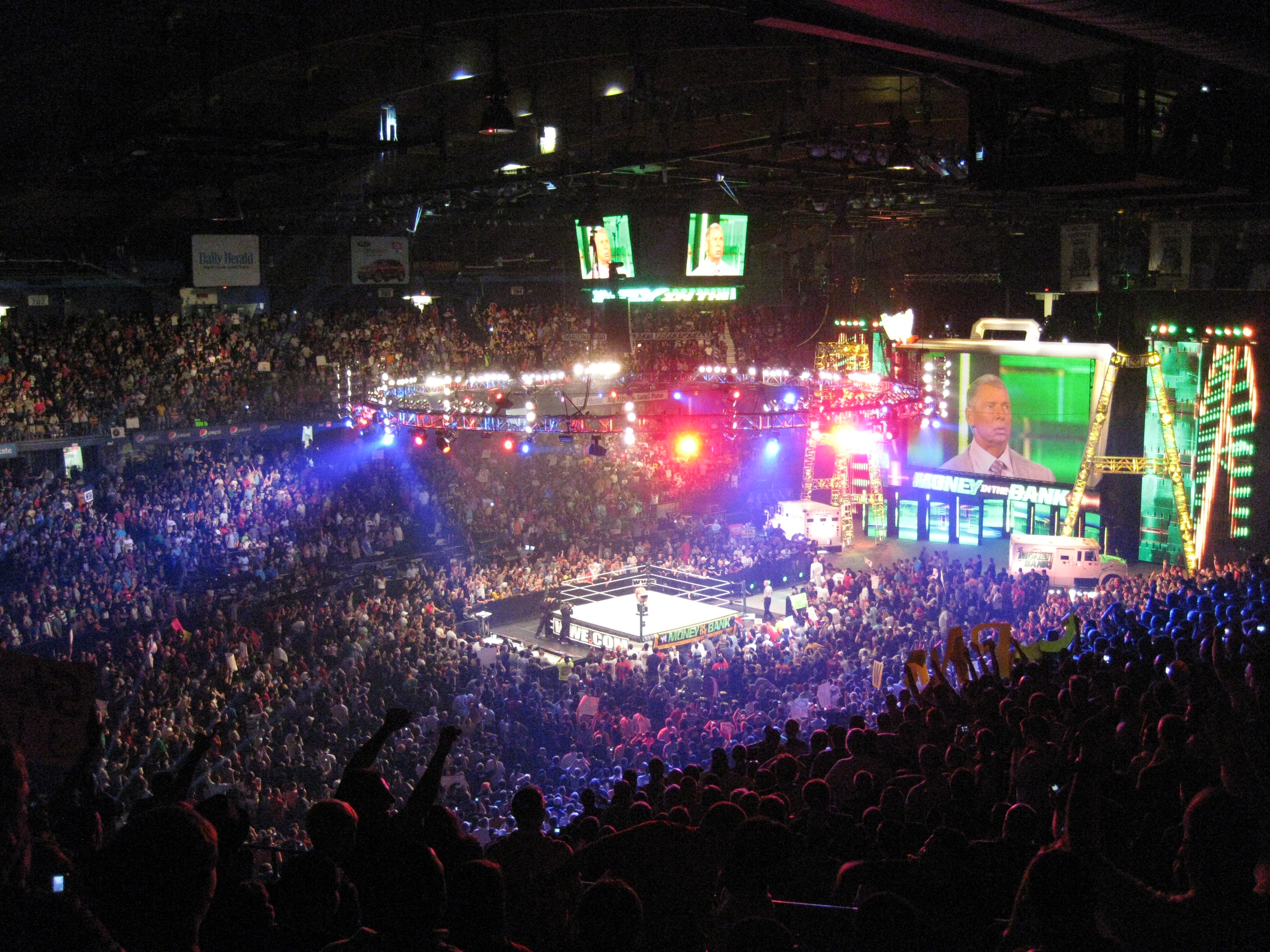
Money in the Bank 2013.
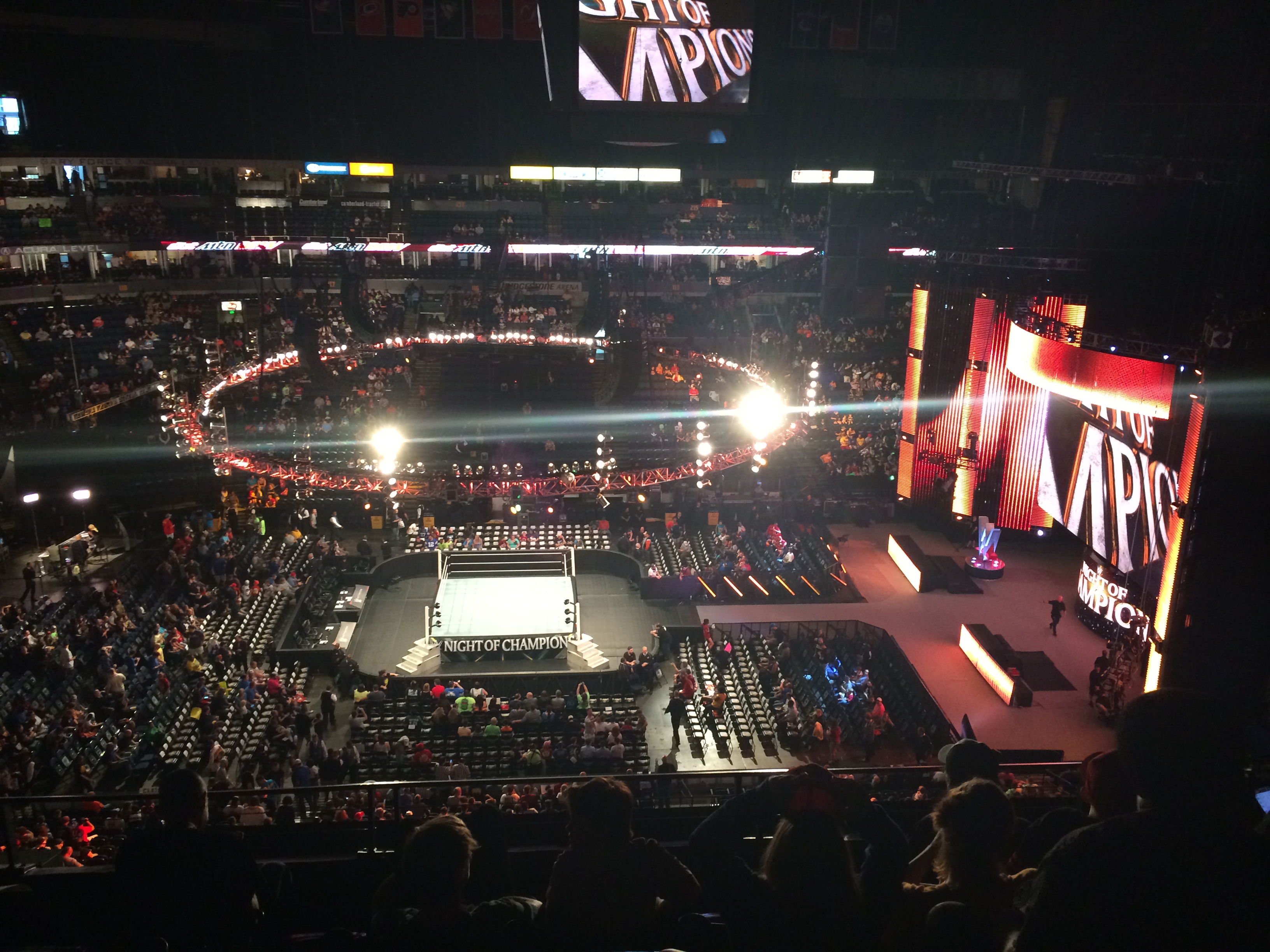
Night of Champions 2013.
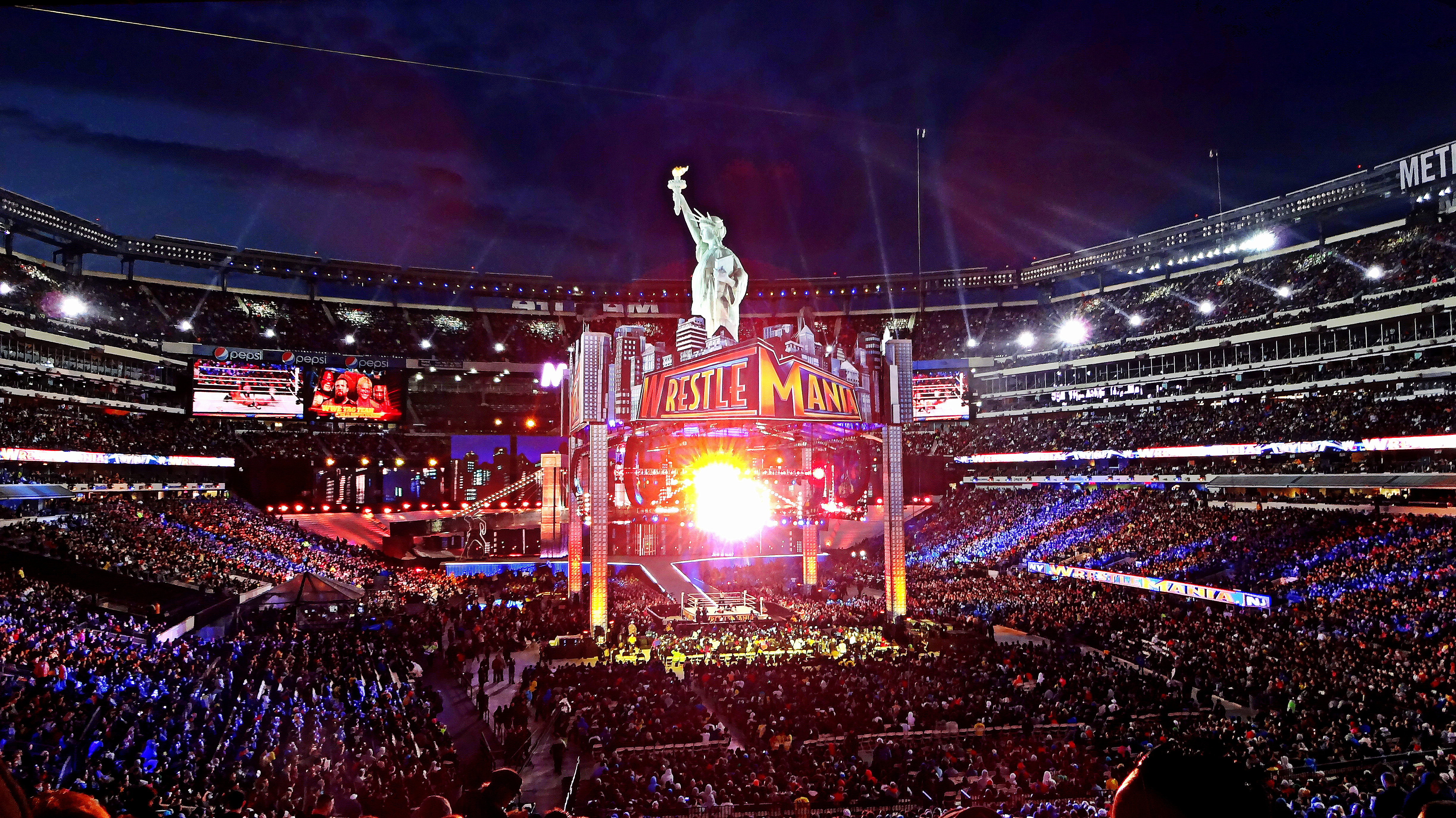
Wrestlemania 29 en 2013.
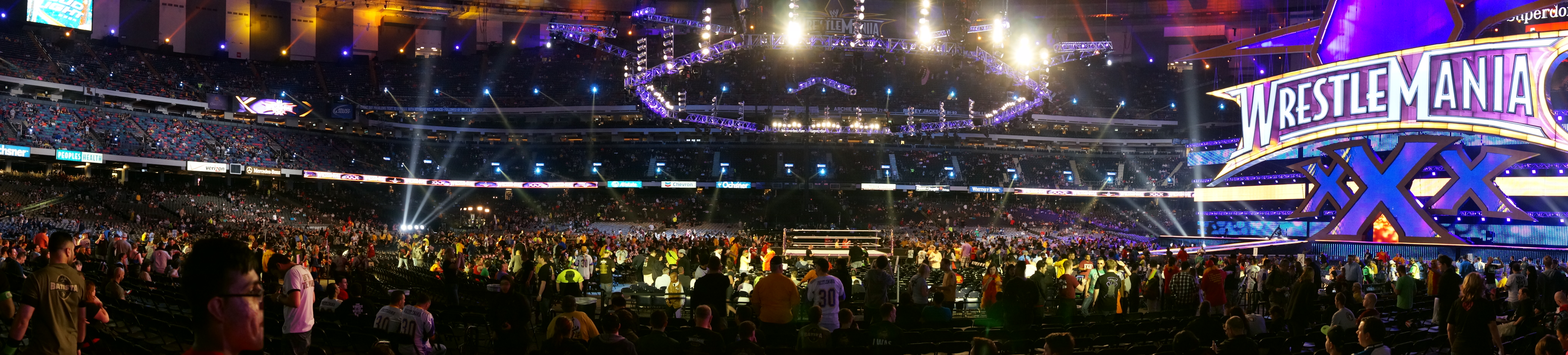
Wrestlemania 30 en 2014.

## Personnages

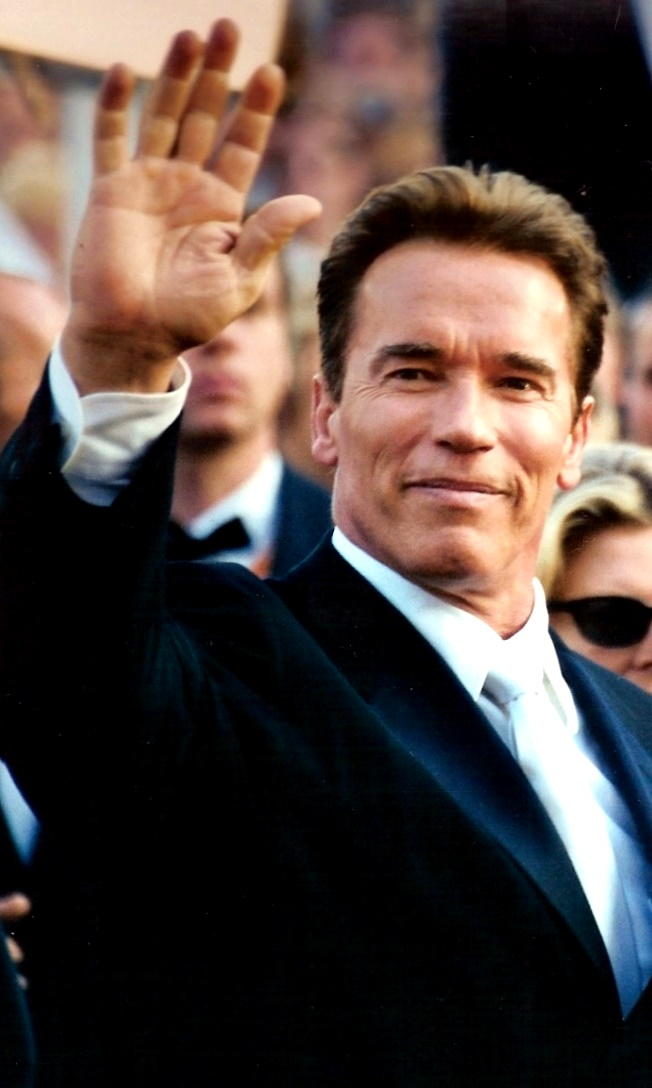
Arnold Schwarzenegger, guest star de WWE 2K16.

En mars 2015, la World Wrestling Entertainment révèle que le jeu présente le plus grand roster de la série. "Stone Cold" Steve Austin est la superstar présente sur la jaquette du jeu. Le roster est divisé en cinq classifications : WWE-Superstars, Divas, NXT-Superstars, Legends, et Manager. Les joueurs peuvent changer la classification des rosters.
Le 27 juillet 2015, 2K a annoncé que l'acteur Arnold Schwarzenegger, le Terminator, est disponible dans WWE 2K16 en tant que personnage jouable, en exclusivité de précommande.
WWE 2K16 marque les débuts de Aiden English, Alundra Blayze, Baron Corbin, Blake, Col. Robert Parker, Colin Cassady, Enzo Amore, Eva Marie, Finn Bálor, Hideo Itami, Kalisto, Kevin Owens, Larry Zbyszko, Mikey Whipwreck, Murphy, Rosa Mendes, Samoa Joe, Savio Vega, Simon Gotch, Stevie Ray, Tatsumi Fujinami, et Tyler Breeze.
Sources (sauf mention contraire) : Gameblog, (en) IGN, Gameblog, Gamergen, (en) IGN, Direct Wrestling, (en) SmackDownHotel

### Liste des personnages, ceintures, équipes et des DLC
Sources (sauf mention contraire) : WWE2K. Sources (sauf mention contraire) : SmackDownHotel.

### Rôle détaillé des agents
Sources (sauf mention contraire) : SmackDownHotel.

## Show & PPV
Sources (sauf mention contraire) : SmackDownHotel.

## Contenu téléchargeable
Des contenus téléchargeables sont sortis depuis fin 2015 à début 2016. Tous les contenus téléchargeables peuvent être retrouvés dans un Season Pass proposé à tarif réduit.

### 2015 Hall of Fame Showcase
Il contient les superstars et les matches suivants :
- Randy "Macho Man" Savage vs. Jake "The Snake" Roberts ;
- Rikishi vs. The Rock ;
- Alundra Blayze vs. Paige ;
- Tatsumi Fujinami vs. Ric Flair ;
- Larry Zbyszko & Arn Anderson vs. Dustin Rhodes & Ricky Steamboat ;
- The Bushwackers (Luke & Butch) vs. The Natural Disasters (Typhoon & Earthquake) ;
- The Outsiders (Scott Hall & Kevin Nash) vs. Harlem Heat (Booker T & Stevie Ray).

disponible à partir du 23 février sur console et le 11 mars 2016 pour le PC.

### Legends Pack
Il contient les superstars suivantes :
- Big Boss Man ;
- Dusty Rhodes ;
- Lita ;
- Mr. Perfect ;
- "Rowdy" Roddy Piper ;
- Trish Stratus.

### Future Stars Pack
Il contient les superstars suivantes :
- Samoa Joe ;
- Diego ;
- Fernando ;
- Blake ;
- Murphy.

### New Moves Pack
Il propose plus de 30 prises supplémentaires (Sidewinder Suplex de Kevin Owens, Standing Crossface Chickenwing de Stardust, Avalanche Ram de Paige, The Corner Enzuigiri de Nikki Bella, Dragon Sleeper de Finn Bálor, etc.) qui peuvent par exemple être attribuées à des catcheurs créés.

### Accélérateur
Accélérateur est une clé qui permet de débloquer tout le contenu caché du jeu.

### MyPlayer KickStart
Avec le MyPlayer KickStart, exclusif sur PlayStation 4 et Xbox One, les joueurs peuvent améliorer les notes et les attributs de leur catcheur créé dans le mode Ma Carrière.

## WWE 2K16 Special Edition
Une Édition Digital Deluxe est accessible sur les plateformes de téléchargement. Elle comprend le jeu, son Season Pass ainsi que le MyPlayer KickStart. Cette édition collector est à l'effigie de Stone Cold Steve Austin, et contient :
- Un exemplaire de WWE 2K16 ;
- Une "WWE 2K3:16 Stone Cold Steve Austin Futurepak Metal Game Case (un steelbook en somme) ;
- Une figurine Funko Pop! WWE 2K3:16 Stone Cold Steve Austin ;
- Le Season Pass de WWE 2K16.

## Bande son
La bande-son comprend 12 pistes uniques d'artistes établis et émergents qui transcendent les genres multiples, y compris alternatif, hip-hop, rock classique, heavy metal, pays et dance électronique. Il est possible sur PlayStation 4 et Xbox One de remplacer ou de rajouter les musiques des menus par celles des catcheurs ou des divas.
| 1.    | Rebel Yell                       | Billy Idol                                 | 4:45 |
| 2.    | Revolution                       | Diplo featuring Faustix & Imanos et Kai    | 4:15 |
| 3.    | Something to Believe In          | Fashawn featuring Nas et Aloe Blacc        | 4:04 |
| 4.    | Hello World                      | Kid Ink                                    | 3:25 |
| 5.    | Deep Six                         | Marilyn Manson                             | 5:02 |
| 6.    | A Little More                    | Machine Gun Kelly featuring Victoria Monet | 4:04 |
| 7.    | It's Tricky                      | Run–D.M.C.                                 | 3:03 |
| 8.    | Youth Gone Wild                  | Skid Row                                   | 3:21 |
| 9.    | Heavydirtysoul                   | Twenty One Pilots                          | 3:54 |
| 10.   | Till It's Gone (Dan Heath remix) | Yelawolf                                   | 4:35 |
| 11.   | Heavy Is the Head                | Zac Brown Band featuring Chris Cornell     | 3:59 |
| 12.   | Transmission                     | Zedd featuring Logic et X Ambassadors      | 4:02 |
| 48:29 |                                  |                                            |      |

## Accueil
| Aperçu des notes reçues | Aperçu des notes reçues | Aperçu des notes reçues | Aperçu des notes reçues | Aperçu des notes reçues | Aperçu des notes reçues | Aperçu des notes reçues |
| Média                   | Média                   | Média                   | Média                   | Notes                   | Notes                   |                         |
| ----------------------- | ----------------------- | ----------------------- | ----------------------- | ----------------------- | ----------------------- | ----------------------- |
| Gameblog                | Gameblog                | Gameblog                | Gameblog                | 7/10                    | 7/10                    |                         |
| GameSpot                | GameSpot                | GameSpot                | GameSpot                | 4/10                    | 4/10                    |                         |
| GameRankings            | GameRankings            | GameRankings            | GameRankings            | 73,15 %                 | 73,15 %                 |                         |
| IGN                     | IGN                     | IGN                     | IGN                     | 8,8/10                  | 8,8/10                  |                         |
| JeuxActu                | JeuxActu                | JeuxActu                | JeuxActu                | 13/20                   | 13/20                   |                         |
| jeuxvideo24.com         | jeuxvideo24.com         | jeuxvideo24.com         | jeuxvideo24.com         | 6/10                    | 6/10                    |                         |
| Jeuxvideo.com           | Jeuxvideo.com           | Jeuxvideo.com           | Jeuxvideo.com           | 15/20                   | 15/20                   |                         |
| jeuxvideo-live.com      | jeuxvideo-live.com      | jeuxvideo-live.com      | jeuxvideo-live.com      | 16/20                   | 16/20                   |                         |
| Metacritic              | Metacritic              | Metacritic              | Metacritic              | 74/100                  | 74/100                  |                         |

Le jeu a reçu un accueil positif de la presse spécialisée du jeu vidéo. Des modifications ont été réalisées par rapport à la version  précédente, WWE 2K15, qui reçut un accueil mitigé.
Points positifs : les options de création pour les divas, les arènes, les entrées et la possibilité de pouvoir incruster une photo de son visage sur celui d'une superstar ou d'une diva créée. Le mode Carrière est captivant, le Gameplay est amélioré, un nouveau système de contres est implémenté. Enfin, le retour de Jim Ross et Joey Styles en tant que commentateurs.
Points négatifs : la longueur du temps de chargement, une seule histoire dans le mode 2K Showcase, une modélisation inégale entre les catcheurs et les divas (malgré les 120 personnages, certains sont en double ou en triple), et un système de soumissions compliqué.
En conclusion, WWE 2K16 met à disposition un roster (registre de personnages) conséquent, donne accès à une large gamme de modes de jeu et d'outils de création. La licence a opéré de nombreux changements par rapport à la version précédente. Les critiques regrettent globalement qu'il n'y ait qu'une seule histoire disponible en mode 2K Showcase, même si c'est compensé par des contenus téléchargeables.